# Soera De Verstoting
Soera De Verstoting is een soera van de Koran.
De soera is vernoemd naar verstoting, genoemd in aya 1. De soera zet uiteen onder welke voorwaarden men kan scheiden. Er gelden onder andere restricties als een vrouw zwanger is. In de laatste ayat worden Gods vermaningen en Zijn beloning aangehaald.

## Inhoud
In deze soera wordt gesproken over een wachttijd (iddah) die een vrouw in acht moet nemen voordat ze kan hertrouwen. Na een scheiding is deze wachttijd drie menstruatiecycli (soera de Koe 228). Bij weduwes is de wachttijd vier maanden en tien dagen (soera de Koe 234). Volgens soera De Partijscharen 49 is er geen wachttijd indien het huwelijk niet geconsummeerd is.
In aya 4 van deze soera wordt er een wachttijd van drie maanden genoemd voor vrouwen die onzeker zijn over hun menstruatie of die nog geen menstruatie hebben vanwege hun jonge leeftijd. Bij zwangere vrouwen duurt de wachttijd tot de bevalling.